# Anambra West
Anambra West es una localidad del estado de Anambra, en Nigeria, con una población estimada en marzo de 2016 de 221 400 habitantes.
Se encuentra ubicada en el centro-sur del país, a poca distancia al norte del delta del Níger y de la costa del golfo de Guinea.